# Marjory Warren
Marjory Winsome Warren (Londres, 28 d'octubre de 1897 - Maizières-lès-Metz, 5 de setembre de 1960) fou una de les primeres geriatres i és considerada la mare de la medicina geriàtrica moderna; primera metgessa a reclamar la rehabilitació dels ancians malalts per a reprendre la vida normal i la formació de professionals especialistes.

## Biografia
Marjory Warren va néixer a Londres, filla de l'advocat Walter Richard Warren i Annie Dixon. Ella era la gran de cinc filles. Va assistir a la North London Collegiate School, com les seves germanes, abans d'estudiar medicina en el Royal Free Hospital de Londres. Es va especialitzar en cirurgia i després de la residència a Isleworth Infirmary de 1926 a 1935, es va fer càrrec de la casa del costat de la infermeria i va crear l'Hospital del Comtat de West Middlesex. A l'any següent, va fer una auditoria dels centenars de pacients que hi havia a les sales; hi trobà pacients delirants i dements que requerien llits amb baranes de bressol, pacients amb incontinència severa, uns altres eren pacients ancians i malalts però tractables, amb incontinència, i també pacients amb mobilitat. Durant aquest temps, va desenvolupar un sistema de classificació per a aquests pacients, inclosos aquells que eren aptes per a la rehabilitació i, per tant, podien anar-se'n a casa, i aquells que requeririen atenció residencial (el que ara en diem residències de persones grans); va tenir un èxit especial en la rehabilitació de pacients amb accident cerebrovascular.

## La medicina geriàtrica com a nova especialitat
El 1943 i 1946, Marjory Warren va publicar dos articles en el British Medical Journal advocant per la creació de l'especialitat de medicina geriàtrica, unitats especialitzades en hospitals generals i educació mèdica centrada en la cura de les persones grans per part de metges amb experiència en l'àrea. Sobre la base d'aquests articles fonamentals, el Ministeri de Salut es va involucrar en aquest camp emergent i, en la dècada de 1950, la medicina geriàtrica va ser reconeguda com una especialitat mèdica pel Servei Nacional de Salut (NHS). El 1947 va fundar la British Geriatrics Society amb Joseph Harold Sheldon, Trevor Howell, de Croydon, i Lionel Cosin, d'Oxford. Amb el temps, es convertiria en la Societat Britànica de Geriatria.
Marjory Warren va promoure la importància de l'atenció en equip multidisciplinari, la mobilització primerenca i la participació activa de la persona gran en les seves activitats diàries, i l'enfocament de persona integral que integrava els problemes socials i funcionals del pacient a més dels seus problemes mèdics. Warren i els seus col·legues van ser els primers a suggerir que totes les admissions a llars d'ancians i centres d'atenció s'aprovessin després de l'avaluació en unitats geriàtriques (que ara són estàndards) i van advocar per tractar les necessitats complexes dels malalts crònics o persones grans malaltes amb un sistema integrat. Si bé això no va succeir en vida d'ella (les aprovacions per als habitatges residencials es van assignar al govern local), ara és l'estàndard d'atenció al Regne Unit i Austràlia. Va dir la pròpia Warren que les necessitats dels ancians es troben sovint entre aquestes dues circumstàncies: l'individu que no està prou malalt com per a justificar l'ingrés a l'hospital i, no obstant això, està massa discapacitat o fràgil per a viure a casa.
Marjory Warren va publicar els objectius per a l'atenció mèdica del pacient ancià, que han format després la base dels principis de la medicina geriàtrica:
- Prevenir la malaltia sempre que sigui possible.
- Reduir les discapacitats físiques i mèdiques tot el possible.
- Obtenir i mantenir la màxima independència.
- Ensenyar el pacient a adequar-se de manera intel·ligent a aquesta discapacitat residual.[10]

El seu compromís amb l'atenció al pacient no va estar exempt de conflictes. Molts dels seus col·legues no entenien el valor de brindar atenció al grup de pacients en gran part desatesos i, com a dona, sense més qualificacions mèdiques, sovint lluitava per transmetre els seus punts de vista. Els geriatres van ser tractats com a membres d'“una especialitat de segona categoria, que atén pacients de tercera categoria en instal·lacions de quarta categoria” i es van trobar amb la resistència dels metges generalistes. No obstant això, a mesura que augmentava l'envelliment de la població i la perspectiva que el model actual d'atenció copés els recursos governamentals, l'atenció del pacient ancià i, posteriorment, d'aquells que havien desenvolupat coneixements en la seva atenció, va incrementar l'interès del Servei Nacional de Salut. Va ser un canvi de paradigma en el tracte d'aquests pacients que prèviament havien estat abandonats. Warren es va guanyar així una reputació internacional i va rebre invitacions arreu del món per a dictar conferències sobre el terreny i es va convertir en la Secretària Internacional de l'Associació Internacional de Gerontologia.
Marjory Warren és recordada com una doctora enèrgica i entusiasta que va mantenir als seus col·legues en alts estàndards. Va ser molt activa en molts camps, inclosa la infermeria i l'educació en infermeria, va treballar com a examinadora per al Consell General d'Infermeria i va ser membre de l'Associació de Londres de la Federació de Dones Metges, esdevenint-ne la seva presidenta.

## Mort
Warren va morir a la població francesa de Maizières-lès-Metz el 5 de setembre de 1960 després d'un accident automobilístic. En aquest moment anava a una conferència a Alemanya.